# 野村浩二 (経済学者)
野村 浩二（のむら こうじ、1971年 - ）は、日本の経済学者。慶應義塾大学産業研究所教授。博士（商学）。専門分野は経済政策、経済統計、応用計量経済学、生産性分析。

## 略歴
1989年 北海道函館中部高等学校卒業。
1993年 慶應義塾大学商学部卒業。
1998年 慶應義塾大学大学院商学研究科博士課程を単位取得退学。
2003年4月 慶應義塾大学産業研究所の准教授に就任。日本の経済成長、日本の生産性分析、エネルギー分析を主に研究する。
2005年 博士論文「資本の測定: 日本経済の資本深化と生産性」により慶應義塾大学から博士号取得。

## 経歴
- 1996年4月 - 2003年3月 慶應義塾大学産業研究所 助手
- 2003年4月 - 2005年3月 ハーバード大学ケネディスクール（KSG）、CBGフェロー
- 2003年4月 - 2017年3月 慶應義塾大学産業研究所 准教授
- 2005年7月 - 2008年9月 内閣府経済社会総合研究所（ESRI） 客員主任研究員
- 2006年11月 - 2007年8月 経済協力開発機構（OECD）科学技術産業局（STI） エコノミスト

## 受賞歴
- 日経・経済図書文化賞（2005年11月、日本経済新聞社、日本経済研究センター）
- 義塾賞（2005年11月、慶應義塾大学）

## 著書
- 『資本の測定 日本経済の資本深化と生産性』慶應義塾大学出版会、2004年。ISBN 9784766410075。
- 『日本の経済成長とエネルギー 経済と環境の両立はいかに可能か』慶應義塾大学出版会、2021年。ISBN 9784766427530。